# Лашамбоди, Пьер
Пьер Лашамбоди́, полное имя Пьер Казимир Ипполит Лашамбоди (фр. Pierre Casimir Hyppolyte Lachambeaudie; 16 декабря 1806 года, Монтиньяк, Дордонь — 7 июля 1872 года, Брюнуа) — французский поэт-баснописец и песенник.

## Биография и творчество
Сын крестьянина, служил рабочим при железной дороге, потом сошёлся с проповедником сенсимонизма П. Анфантеном, и при его содействии напечатал сборник басен «Народные басни» (Fables populaires, 1839), награждённый академией.
В 1848 году был вынужден бежать в Бельгию, откуда вернулся только после амнистии 1859 года. В Брюсселе издал стихотворный сборник «Цветы из ссылки» (Fleurs d’exil, 1852); по возвращении в Париж издал ещё «Цветы из Вильмомбля» (Fleurs de Villemomble). После смерти Лашамбоди вышли его «Hors-d’oeuvre» — сборник стихотворений игривого содержания.
Похоронен на кладбище Пер-Лашез (участок 48).